# 紀益女
紀 益女（き の ますめ、生年不明 - 天平神護元年（765年）8月）は、奈良時代の巫女。和気王の変に関与した。姓は朝臣。
益女は紀寺の婢の出身らしく、紀寺の奴で放免の上従四位下・陰陽頭にまで昇った紀益麻呂の一族とみられる。藤原仲麻呂の乱に何らかの功績があったようで、天平宝字8年（764年）に従五位下に叙せられ、天平神護元年（765年）に勲三等を賜る。
しかし、同年8月、称徳天皇に跡継ぎがないことから和気王が皇位が望んで謀反を企てると、死霊が乗り移る巫女として有名であり。彼の寵愛を受けていた益女はまじないを依頼される。しかし、計画が露顕すると益女は王を唆したとして、山背国綴喜郡松井村（現京都府八幡市）で絞殺された。